# Son de la Caña
Son de la Caña es el primer álbum grabado por Dame Pa' Matala, es distribuido por el grupo en cada una de sus presentaciones. Desde mediados de 2009 los videos de Dame Pa' Matala se transmiten por los canales de Venezuela.

## Lista de canciones
| N.º | Título                     | Vocalista principal | Duración |  |
| 1.  | «En Favor de La Paz»       | Cacayara y Billy    | 4:15     |  |
| 2.  | «Pajarillo» (Instrumental) | Dame Pa' Matala     | 0:51     |  |
| 3.  | «Mundo Chiquitico»         | Cacayara y Billy    | 3:39     |  |
| 4.  | «Venezuela»                | Cacayara y Billy    | 4:34     |  |
| 5.  | «Camino por América»       | Billy               | 3:07     |  |
| 6.  | «Dime»                     | Billy               | 4:08     |  |
| 7.  | «Estoy Cansado»            | Cacayara y Billy    | 6:11     |  |
| 8.  | «Chichiriviche»            | Cacayara y Billy    | 4:31     |  |
| 9.  | «Así Me Va»                | Billy               | 4:45     |  |
| 10. | «Roba Caminos»             | Cacayara y Billy    | 3:50     |  |
| 11. | «Cayó Una Flecha»          | Billy               | 1:42     |  |
| 12. | «Plan de Desarrollo»       | Cacayara            | 5:41     |  |
| 13. | «Dame Pa' Matala»          | Cacayara            | 9:07     |  |
| 14. | «Etc ...»                  | Dame Pa' Matala     | 5:41     |  |

## Personal
Dame Pa' Matala
- William "Billy" Alvarado: cuatro y voz.
- Pedro "Cacayara" Luis Blanco: voz.
- Jesús "Chucho" Lozada: flauta y coros.
- Arturo Alvarado: percusión menor y coros.
- Harry Arturo Ramos: timbales.
- Juan José Villegas: bajo.
- Juan Carlos Marín: congas.